# A Love Supreme
A Love Supreme — альбом американського джазового саксофоніста Джона Колтрейна. Він записав його за один сеанс 9 грудня 1964 року на студії Van Gelder в Енглвуд-Кліффс, штат Нью-Джерсі, з квартетом у складі піаніста Маккоя Тайнера, басиста Джиммі Гаррісона та барабанщика Елвіна Джонса.
A Love Supreme був випущений лейблом Impulse! Records у січні 1965 року. Він входить до числа найбільш продаваних альбомів Колтрейна і вважається його шедевром.

## Композиція

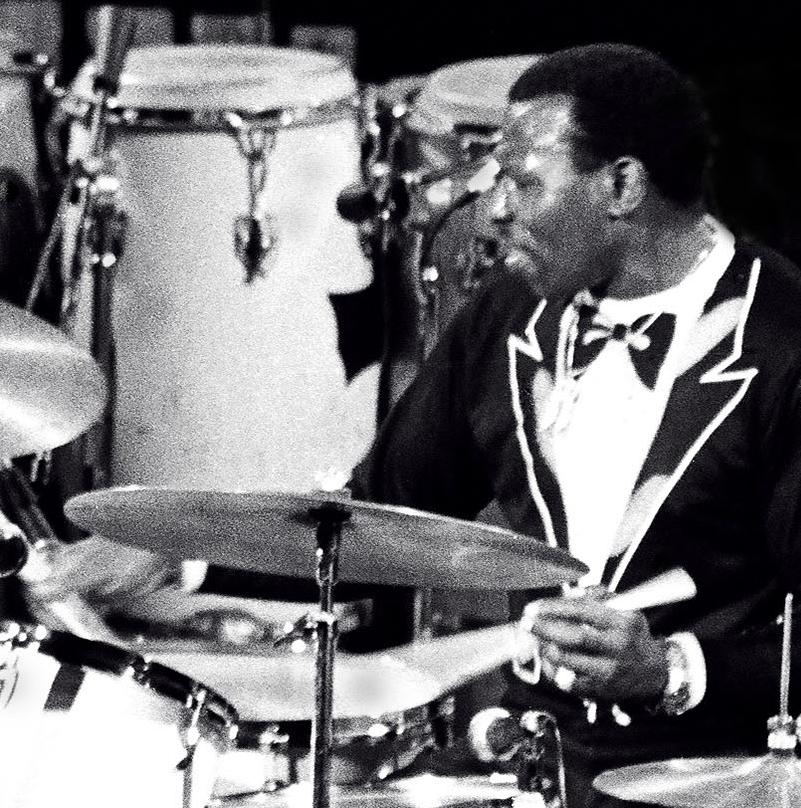
Елвін Джонс (фото 1976)

A Love Supreme — це наскрізна композиція, сюїта з чотирьох частин: «Acknowledgement» (яка включає усний спів, що дав назву альбому), «Resolution», «Pursuance» та «Psalm». У всіх частинах Колтрейн грає на тенор-саксофоні. Один з критиків написав, що альбом мав на меті зобразити боротьбу за чистоту, висловлення вдячності та визнання того, що талант музиканта походить від вищої сили. Можливо, на створення альбому Колтрейна надихнув його дім у Дікс-Гіллсі, Лонг-Айленд. Іншим впливом могло бути ісламське об'єднання Ахмадія.
Альбом починається з ударів гонгу і тарілок у першому треку «Acknowledgement». Джиммі Гаррісон вступає на контрабасі з чотиринотним мотивом, який закладає основу руху. Колтрейн починає соло. Він грає варіації на мотив, поки не повторює чотири ноти тридцять шість разів. Потім мотив перетворюється на вокальну пісню «a love supreme», яку Колтрейн співає, акомпануючи собі через накладання дев'ятнадцять разів. За словами Rolling Stone, чотиринотна тема цієї частини є «скромною основою сюїти».
У четвертій і останній частині, «Psalm», Колтрейн виконує те, що він називає «музичною розповіддю». Льюїс Портер називав це «безсловесною декламацією». Колтрейн «грає» слова вірша на саксофоні, але не вимовляє їх. Деякі дослідники припускають, що це виконання є даниною поваги проповідям афроамериканських проповідників. Вірш (і, по-своєму, соло Колтрейна) закінчується вигуком: «Елація. Елегантність. Піднесеність. Все від Бога. Спасибі тобі, Боже. Амінь» («Elation. Elegance. Exaltation. All from God. Thank you God. Amen.»).
A Love Supreme був описаний журналом Rockdelux як модальний джаз, авангардний джаз, фрі-джаз, хард-боп і постбоп.

## Інші виконання
Альтернативна версія «Acknowledgement» була записана наступного дня, 10 грудня, з тенор-саксофоністом Арчі Шеппом та другим басистом Артом Девісом. У цій версії Колтрейн не співає «a love supreme»; він віддав перевагу квартетній версії зі співом, розмістивши її на виданому альбомі. Відомі два живі записи сюїти «Love Supreme». Протягом багатьох років єдиним відомим живим записом сюїти «Love Supreme» був виступ на фестивалі Mondial du Jazz Antibes в Хуан-ле-Пінс, Франція, 26 липня 1965 року. 29 жовтня 2002 року альбом було перевидано як ремастироване делюкс-видання лейблом Impulse! Records з цим живим виконанням і альтернативними дублями на бонусному диску. Подальша ітерація з більшою кількістю студійних розбивок і накладок була видана як тридискове повне майстер-видання, випущене лейблом Impulse! 20 листопада 2015 року. Інший відомий живий запис сюїти був записаний 2 жовтня 1965 року в The Penthouse у Сієтлі. У записі взяв участь саксофоніст Джо Бразил. Цей концертний виступ був випущений 22 жовтня 2021 року лейблом Impulse! під назвою A Love Supreme: Live in Seattle.

## Відгуки критиків
Випущений у січні 1965 року лейблом Impulse! Records, A Love Supreme став одним з найвідоміших джазових альбомів, а сучасні критики назвали його одним з найважливіших альбомів повоєнного джазу. До 1970 року було продано близько 500 000 копій, що значно перевищило звичайні продажі Колтрейна в 30 000, хоча він ніколи не потрапляв до чарту Billboard 200. З тих пір він вважається шедевром Колтрейна і є «без сумніву найулюбленішим альбомом Колтрейна», за словами Роберта Крістгау, який додає, що він «закріпив божественний статус Трейна в Японії».
A Love Supreme був широко визнаний як твір глибокої духовності та аналізувався з релігійним підтекстом, хоча культурологи Річард В. Сантана та Грегорі Еріксон стверджували, що «авангардну джазову сюїту» можна інтерпретувати інакше. За словами професорки музики Інгрід Монсон з Гарвардського університету, альбом був зразковим записом модального джазу. Нік Дедіна написав на вебсайті Rhapsody, що музика варіювалася від фрі-джазу і хард-бопу до госпелу в «епічній звуковій поемі про місце людини в Божому задумі». Назвавши цей альбом «легендарним гімном хвали», Rolling Stone зазначив, що «величне, часто бурхливе звучання Колтрейна (відоме як 'аркуші звуку') ніколи не є самозвеличенням» і що він «підноситься зі своїм класичним квартетом», «ширяє, не маючи нічого, окрім вдячності та радості», у захоплюючій подорожі для слухачів. У The Rolling Stone Jazz Record Guide (1985) сказано, що «кожен грає красномовно і економно», а альбом названо «шедевром студійної роботи квартету», «першим вичерпним викладом духовних проблем Колтрейна» і «наріжним каменем багатьох колекцій Колтрейна». З іншого боку, джазовий критик Том Галл сказав, що вважає альбом не стільки «духовним», скільки «найдосконалішим з усіх коли-небудь записаних джазових творів».
A Love Supreme з'явився у професійних списках найкращих альбомів. У 2003 році він посів 47 місце у списку 500 найкращих альбомів усіх часів за версією Rolling Stone, зберігши цей рейтинг у переглянутому списку 2012 року, посівши 66 місце у оновленому списку 2020 року. Десять років по тому NME поставив його на 188 місце в аналогічному списку. Рукопис альбому увійшов до колекції «Скарби американської історії» Національного музею американської історії у Смітсонівському інституті. У 2015 році альбом був обраний для збереження в Національному реєстрі звукозаписів через його «культурне, історичне або художнє значення». Це другий альбом Колтрейна, який був включений до нього після Giant Steps у 2005 році. Він увійшов до списку Роберта Дімері 1001 альбом, які ви повинні почути, перш ніж померти. За нього проголосували під номером 85 у третьому виданні 1000 найкращих альбомів усіх часів Коліна Ларкіна (2000 рік).

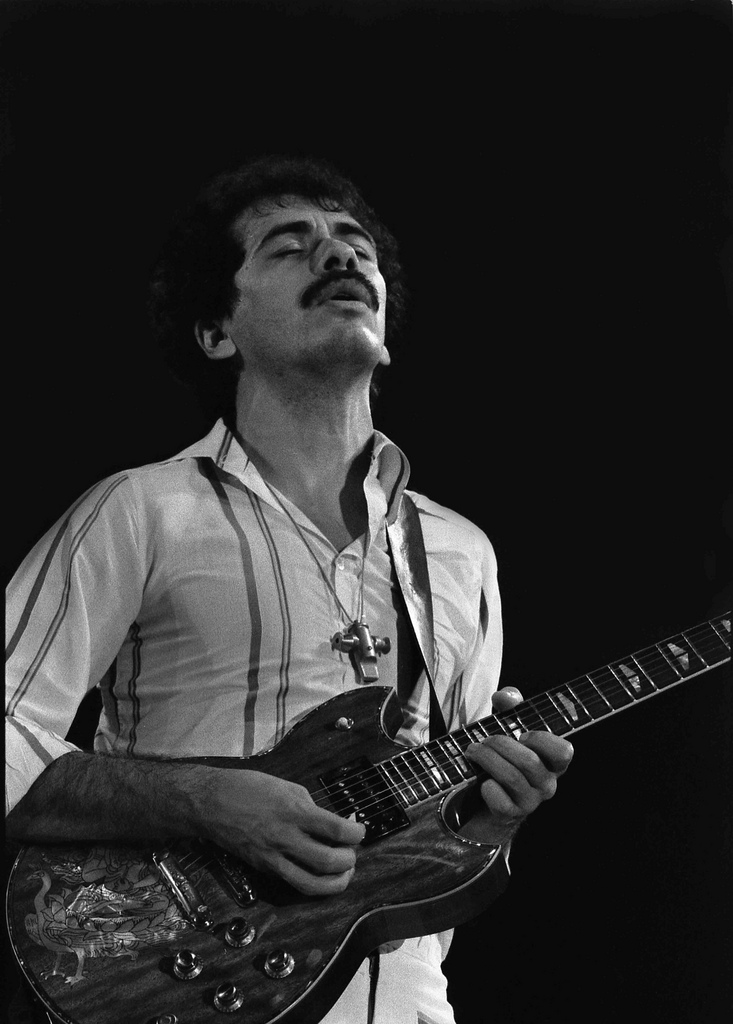
Карлос Сантана (1978), один з багатьох рок-музикантів, на яких альбом справив сильний вплив

За словами Йоахіма-Ернста Берендта, схоже на гімн звучання альбому, пронизала сучасну джазову та рок-музику. Як пояснює Крістгау, запис «обожнювали американські хіпі, починаючи з The Byrds і Карлоса Сантани, і він слугував музичною заставкою на поминках Лестера Бенгса в CBGB». Такі музиканти, як Джошуа Редман та U2, які згадують альбом у пісні «Angel of Harlem», також згадували про вплив альбому на їхню власну творчість. І Сантана, і його гітарист Джон Маклафлін назвали альбом одним з найбільших впливів на їхню ранню творчість і записали Love Devotion Surrender у 1973 році як данину поваги. «Час від часу це перестає бути джазовим записом і стає більш авангардною сучасною класикою», — сказав Ніл Геннон з гурту The Divine Comedy. «Мені подобається поєднання абстрактного фортепіано, яке ніби 'брязкає', і дивних акордів з виттям саксофона над ними».
У довіднику The Penguin Guide to Jazz Річард Кук і Браян Мортон дали A Love Supreme рідкісний «коронний» рейтинг, але запитали, чи був він «найкращим джазовим альбомом сучасного періоду… чи найбільш переоціненим?». Майлз Девіс, колишній лідер гурту Колтрейна, сказав, що альбом «звернувся і вплинув на тих людей, які прагнули миру. На хіпі та інших подібних людей». Джазовий критик Мартін Гейфорд пізніше прояснив слова Девіса: Якщо слухач «в настрої», писав він, «це велично і переконливо; якщо ні, то це нескінченно і претензійно». У власній оцінці Гейфорда для The Daily Telegraph він стверджував, що це «позначило точку, в якій джаз — назавжди чи ні — перестав бути модним і крутим, ставши натомість містичним і месіанським». Крістгау, пишучи у 2020 році, сказав, що «це радше медитативний, ніж вільний, з кожним учасником його класичного квартету, якому доручено розпочати власну гармонійно окреслену екскурсію, а заголовок — наспівувана мелодія з чотирьох нот, яку можна мугикати уві сні. Поки я це пишу, я програю її вже четвертий раз поспіль і не відчуваю жодних ознак втоми від мелодії, до того ж вона подобається моїй дружині. Все це правда, все це чудово. Але наскільки ви це цінуєте, я думаю, залежить від того, наскільки ви вірите у власну духовність». Він підсумував, що наступного разу, коли він буде слухати альбом, «цілком може залежати від того, хто і коли помре».

## Трек-лист

### Оригінальне видання
| Сторона 1 | Сторона 1                   | Сторона 1     | Сторона 1  |
| #         | Назва                       | Записано      | Тривалість |
| --------- | --------------------------- | ------------- | ---------- |
| 1.        | «Part 1: "Acknowledgement"» | 9 грудня 1964 | 7:47       |
| 2.        | «Part 2: "Resolution"»      | 9 грудня 1964 | 7:22       |

| Сторона 2 | Сторона 2                             | Сторона 2     | Сторона 2  |
| #         | Назва                                 | Записано      | Тривалість |
| --------- | ------------------------------------- | ------------- | ---------- |
| 1.        | «Part 3: "Pursuance"/Part 4: "Psalm"» | 9 грудня 1964 | 17:53      |

### Делюкс-версія 2002 року
| Диск 1 | Диск 1                      | Диск 1        | Диск 1     |
| #      | Назва                       | Записано      | Тривалість |
| ------ | --------------------------- | ------------- | ---------- |
| 1.     | «Part 1: "Acknowledgement"» | 9 грудня 1964 | 7:43       |
| 2.     | «Part 2: "Resolution"»      | 9 грудня 1964 | 7:20       |
| 3.     | «Part 3: "Pursuance"»       | 9 грудня 1964 | 10:42      |
| 4.     | «Part 4: "Psalm"»           | 9 грудня 1964 | 7:05       |

| Диск 2 | Диск 2                               | Диск 2         | Диск 2     |
| #      | Назва                                | Записано       | Тривалість |
| ------ | ------------------------------------ | -------------- | ---------- |
| 1.     | «Introduction by André Francis»      | 26 липня 1965  | 1:13       |
| 2.     | «"Acknowledgement" (Live)»           | 26 липня 1965  | 6:11       |
| 3.     | «"Resolution" (Live)»                | 26 липня 1965  | 11:36      |
| 4.     | «"Pursuance" (Live)»                 | 26 липня 1965  | 21:30      |
| 5.     | «"Psalm" (Live)»                     | 26 липня 1965  | 8:49       |
| 6.     | «"Resolution" (Alternate take)»      | 9 грудня 1964  | 7:25       |
| 7.     | «"Resolution" (Breakdown)»           | 9 грудня 1964  | 2:13       |
| 8.     | «"Acknowledgement" (Alternate take)» | 10 грудня 1964 | 9:09       |
| 9.     | «"Acknowledgement" (Alternate take)» | 10 грудня 1964 | 9:22       |

### The Complete Masters (2015)
| Диск 1 – The Original Stereo Album, Impulse! AS-77 | Диск 1 – The Original Stereo Album, Impulse! AS-77 | Диск 1 – The Original Stereo Album, Impulse! AS-77 |
| #                                                  | Назва                                              | Тривалість                                         |
| -------------------------------------------------- | -------------------------------------------------- | -------------------------------------------------- |
| 1.                                                 | «Acknowledgement»                                  | 7:42                                               |
| 2.                                                 | «Resolution»                                       | 7:20                                               |
| 3.                                                 | «Pursuance»                                        | 10:41                                              |
| 4.                                                 | «Psalm»                                            | 7:05                                               |

| Original Mono Reference Masters | Original Mono Reference Masters | Original Mono Reference Masters |
| #                               | Назва                           | Тривалість                      |
| ------------------------------- | ------------------------------- | ------------------------------- |
| 1.                              | «Pursuance»                     | 10:42                           |
| 2.                              | «Psalm»                         | 7:02                            |

| Диск 2 – Quartet Session, December 9, 1964 | Диск 2 – Quartet Session, December 9, 1964 | Диск 2 – Quartet Session, December 9, 1964 |
| #                                          | Назва                                      | Тривалість                                 |
| ------------------------------------------ | ------------------------------------------ | ------------------------------------------ |
| 1.                                         | «"Acknowledgement" (vocal overdub 2)»      | 2:00                                       |
| 2.                                         | «"Acknowledgement" (vocal overdub 3)»      | 2:05                                       |
| 3.                                         | «"Resolution" (take 4/ alternate)»         | 7:25                                       |
| 4.                                         | «"Resolution" (take 6/ breakdown)»         | 2:13                                       |
| 5.                                         | «"Psalm" (undubbed version)»               | 6:59                                       |

| Sextet Session, December 10, 1964 | Sextet Session, December 10, 1964                             | Sextet Session, December 10, 1964 |
| #                                 | Назва                                                         | Тривалість                        |
| --------------------------------- | ------------------------------------------------------------- | --------------------------------- |
| 1.                                | «"Acknowledgement" (Take 1 / alternate)»                      | 9:24                              |
| 2.                                | «"Acknowledgement" (Take 2 / alternate)»                      | 9:47                              |
| 3.                                | «"Acknowledgement" (Take 3 / breakdown with studio dialogue)» | 1:26                              |
| 4.                                | «"Acknowledgement" (Take 4 / alternate)»                      | 9:04                              |
| 5.                                | «"Acknowledgement" (Take 5 / false start)»                    | 0:34                              |
| 6.                                | «"Acknowledgement" (Take 6 / alternate)»                      | 12:33                             |

| Диск 3 – Live at Festival Mondial du Jazz Antibes, July 26, 1965 | Диск 3 – Live at Festival Mondial du Jazz Antibes, July 26, 1965 | Диск 3 – Live at Festival Mondial du Jazz Antibes, July 26, 1965 |
| #                                                                | Назва                                                            | Тривалість                                                       |
| ---------------------------------------------------------------- | ---------------------------------------------------------------- | ---------------------------------------------------------------- |
| 1.                                                               | «Introduction by André Francis and John Coltrane»                | 1:13                                                             |
| 2.                                                               | «"Acknowledgement (Live)"»                                       | 6:12                                                             |
| 3.                                                               | «"Resolution (Live)"»                                            | 11:37                                                            |
| 4.                                                               | «"Pursuance (Live)"»                                             | 21:30                                                            |
| 5.                                                               | «"Psalm (Live)"»                                                 | 8:49                                                             |

- Диск 3 входить лише до версії «Super Deluxe Edition» цього видання.

## Персоналії

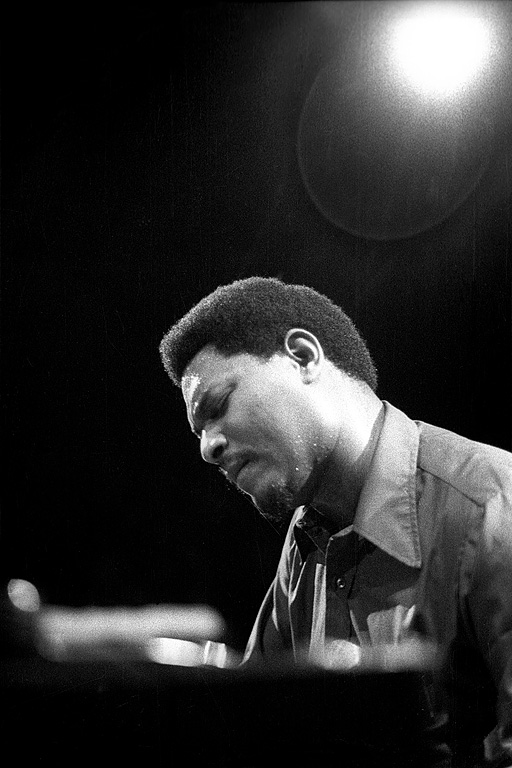
Маккой Тайнер грав на фортепіано протягом обох сесій для A Love Supreme.

### Квартет Джона Колтрейна
- Джон Колтрейн – бендлідер, нотатки, вокал, тенор-саксофон[48]
- Джиммі Гаррісон – контрабас
- Елвін Джонс – барабани, гонг, литаври
- Маккой Тайнер – піаніно

### Додатковий персонал
- Арчі Шепп – тенор-саксофон на альтернативних дублях «Acknowledgement»
- Арт Девіс – контрабас на альтернативних дублях «Acknowledgement»
- Руді ван Ґелдер – звукорежисер і мастеринг
- Боб Тіле – продюсування та обкладинка[49]
- Джордж Грей/Viceroy – дизайн обкладинки
- Віктор Калін – ілюстрація на титульній сторінці
- Джо Лебоу – дизайн нотаток

### Перевидання
- Ерік Лабсон – цифровий ремастеринг (CD-перевидання)
- Кевін Рівз – мастеринг (Super Audio CD|SACD)
- Майкл Каскуна – нотатки, продюсування, ремастеринг (делюкс-версія)
- Джо Алпер – фото (CD-перевидання)
- Джейсон Клейборн – графіка (CD-перевидання)
- Голліс Кінг – артдиректор (CD-перевидання)
- Лі Таннер – фото (CD-перевидання)
- Кен Дракер – продюсування (делюкс-версія)
- Есмонд Едвардс – фото (делюкс-версія)
- Ешлі Кан – нотатки і продюсування (делюкс-версія)
- Пітер Кіпнюс – редагування нотаток (делюкс-версія)
- Голліс Кінг – артдиректор (делюкс-версія)
- Браян Конярз – продюсування (делюкс-версія)
- Едвард О'Дауд – дизайн (делюкс-версія)
- Марк Сміт – асистент продюсування (делюкс-версія)
- Шерніс Сміт – арткоординатор і продюсування (делюкс-версія)
- Чак Стюарт – фото (делюкс-версія)
- Білл Левенсон – куратор перевидання (SACD)
- Кемерон Мізелл – координатор продюсування (SACD)
- Рон Ворвелл – дизайн (SACD)
- Ізабель Вонг – дизайн пакування (SACD)

## Сертифікації
| Регіон | Сертифікація | Продажі   |
| --- | ------------ | --------- |
| Італія (FIMI)                                                                                              | Золотий      | 25 000*   |
| Велика Британія (BPI)                                                                                      | Золотий      | 100 000   |
| США (RIAA)                                                                                                 | Платиновий   | 1 000 000 |
| *продажі, що базуються лише на сертифікаціях · продажі+прослуховування, що базуються лише на сертифікаціях |              |           |